# 2MASS J09211410-2104446
2MASS J09211410-2104446 ist ein Brauner Zwerg im Sternbild Hydra. Er wurde 2008 von I. Neill Reid et al. entdeckt, gehört der Spektralklasse L2 an und weist eine Eigenbewegung von 0,98 Bogensekunden pro Jahr auf.